# Cleopatra africana
Cleopatra africana е вид коремоного от семейство Paludomidae.

## Разпространение
Видът е разпространен в Кения и Танзания.